# 꿩고기

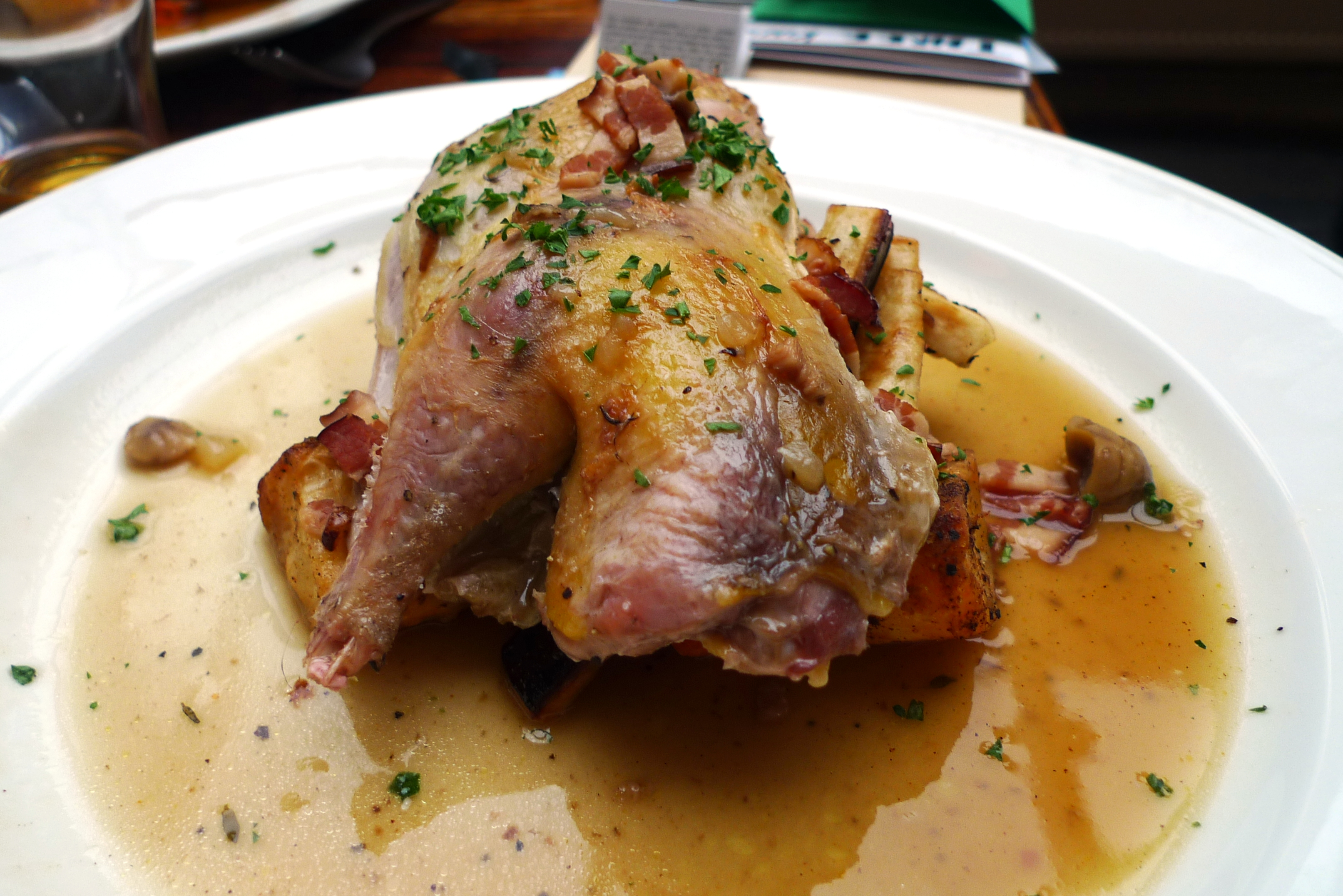

꿩고기는 꿩의 고기이다.
충주시 수안보면엔 꿩고기 요리집이 많다.

## 꿩 요리
- 꿩토렴
- 꿩탕
- 꿩 육회 (소 육회와 달리 그냥 회로 먹는다.)
- 꿩만두
- 꿩강정
- 꿩육수 냉면
- 꿩엿

## 같이 보기
- 꿩 대신 닭
- 닭고기